# مصطفی تقی‌زاده
مصطفی تقی‌زاده (زادهٔ ۱۴ شهریور ۱۳۶۴) کارگردان، نویسنده و بازیگر ایرانی است. او فارغ‌التحصیل رشتهٔ سینما در مقطع لیسانس است. او کارگردانی را با فیلم زرد (۱۳۹۵) آغاز کرد‌.
او در سال ۱۳۹۶، جایزهٔ داوران از بیستمین جشنوارهٔ بین‌المللی فیلم شانگهای را دریافت کرد.

از معروف‌ترین آثار او می‌توان به سریال حرفه‌ای (۱۴۰۰) و جان‌سخت (۱۴۰۳) اشاره کرد.

## زندگی
مصطفی تقی‌زاده در ۱۴ شهریور ۱۳۶۴ در تهران متولد شد. برادر او مرتضی تقی‌زاده است.

## آثار
| سال  | عنوان         | کارگردان | نویسنده | بازیگر | منبع   |
| ---- | ------------- | -------- | ------- | ------ | ------ |
| ۱۴۰۳ | جان‌سخت        | آری      | آری     | نه     | [ ۶ ]  |
| ۱۴۰۲ | سال گربه      | آری      | آری     | نه     | [ ۷ ]  |
| ۱۴۰۰ | حرفه‌ای        | آری      | آری     | نه     | [ ۸ ]  |
| ۱۳۹۵ | زرد           | آری      | آری     | نه     | [ ۹ ]  |
| ۱۳۹۰ | محرمانه تهران | نه       | نه      | آری    | [ ۱۰ ] |

## جوایز
| سال  | جشنواره یا جشن                 | فیلم | نتیجه | منبع   |
| ---- | ------------------------------ | ---- | ----- | ------ |
| ۱۳۹۶ | جشنوارهٔ بین‌المللی فیلم شانگهای | زرد  | برنده | [ ۱۱ ] |